# Leptura dimorpha
Leptura dimorpha là một loài bọ cánh cứng trong họ Cerambycidae.